# ليزلي س. كويك جونيور
ليزلي س. كويك جونيور (بالإنجليزية: Leslie C. Quick Jr.)‏ هو شخصية أعمال أمريكي، ولد في 27 يناير 1926، وتوفي في 8 مارس 2001.